# 99942 Apophis
99942 Apophis (2004 MN4) är en asteroid uppkallad efter en egyptisk destruktionsdemon.  Asteroiden, som upptäcktes 2004 av de amerikanska astronomerna R. A. Tucker, D. J. Tholen och F. Bernardi, är ett jordnära objekt (NEO) och en aten-asteroid. Den följer en bana som gör att den korsar jordens bana två gånger för varje varv under sin omloppstid på 323 dagar och därvid regelbundet kan komma att passera mycket nära jorden. Nästa gång den kommer i jordens närhet blir fredagen den 13 april 2029 och avståndet kommer då att vara cirka 30 000 km - bara en tiondel av avståndet mellan jorden och månen. Vid senare passager, i synnerhet 2036, finns en mycket liten risk för att Apophis träffar jorden. Risken för kollision vid denna passage uppskattas till 1 på 250 000 (okt 2009). Viss osäkerhet föreligger då det är svårt att exakt beräkna vilken avböjning asteroidens bana får när den passerar 2029. Apophis har tidigare klassificerats som en 4:a på torinoskalan, men är sedan oktober 2009 tilldelad en 0:a.
Den eventuella kollision under 2068 som med 99,9996 procents sannolikhet inte kommer att inträffa skulle kunna ödelägga ett område ungefär lika stort som hela Europa, och dammolnet efter kollisionen kunna påverka hela jordens klimat i flera tusen år. Asteroiden beräknas vara omkring 325 meter lång och en träff på jorden skulle frigöra energi på 880 megaton, enligt Nasas beräkningar. Det motsvarar kraften av 65 000 Hiroshimabomber, eller mer än fyra gånger kraften i Krakataus utbrott 1883.